# سوندر (دهانه)
سوندر یک دهانه برخوردی در ماه‌ است.

## دهانه‌های اقماری
این دهانه ۵ دهانه اقماری دارد.
| Saunder | عرض جغرافیایی | طول جغرافیایی | قطر         |
| ------- | ------------- | ------------- | ----------- |
| A       | ۴.۰° S        | ۱۲.۳° E       | ۸.۰ کیلومتر |
| C       | ۲.۷° S        | ۱۰.۵° E       | ۴.۰ کیلومتر |
| B       | ۳.۹° S        | ۹.۸° E        | ۶.۰ کیلومتر |
| S       | ۲.۳° S        | ۹.۷° E        | ۴.۰ کیلومتر |
| T       | ۴.۰° S        | ۱۰.۴° E       | ۶.۰ کیلومتر |